# Schardenberg
Schardenberg è un comune austriaco di 2 376 abitanti nel distretto di Schärding, in Alta Austria; ha lo status di comune mercato (Marktgemeinde).